# 那曲
那曲，是怒江上游河段的名稱，发源于西藏自治區那曲市安多县境内唐古拉山南麓，流經安多縣、那曲縣後，於比如縣達塘鄉西部匯集左側的下秋曲後，始稱怒江。那曲支流眾多，流域面積超過1,000平方公里的有母曲（母各曲，右）、稱曲（次曲、彩曲）、龔曲（貢曲）及羅曲（樂曲）。

## 源流
那曲发源于西藏自治區那曲市安多县境内唐古拉山南麓的将美尔岗尕楼冰川，源流區河段名为将美尔曲。它先向南轉西再轉西南流，匯集左側支流後改稱朶爾丁曲。它向南以「S」形流，匯集右側支流仲朶曲後改稱朶果爾曲。該曲流至幫美附近納左側支流後，改稱桑曲，隨後河道轉向西南流，穿越青藏鐵路後注入錯那湖。幹流由錯那湖南端流出後，始稱那曲。